# Улица Александра Матросова (Павловск)
У́лица Алекса́ндра Матро́сова — улица в городе Павловске (Пушкинский район Санкт-Петербурга), в историческом районе Пязелево. Проходит от Елизаветинской улицы до Павловского шоссе. На север продолжается улицей Мичурина, на юг — Павловским шоссе.
С 1830-х годов улица Александра Матросова вместе с участком улицы Мичурина называлась дорогой из Графской Славянки в Царское Село (ныне Динамо и Пушкин соответственно). В 1850-х годах появляется название Славя́нская дорога, в 1890-х — Царскославянская дорога — в связи с переименованием Графской Славянки в Царскую Славянку. Затем, в начале XX века, дорога меняет статус на улицу.
Примерно в 1918 году Царскославянскую улицу переименовали в Сове́тское шоссе — с целью выражения революционного духа и в противопоставление прежнему названию. Позднее, в 1930-х, из состава Советского шоссе выделяют фрагмент и включают его в состав улицы Мичурина, а южный участок, расположенный за Елизаветинской улицей на территории посёлка Пязелево, становится безымянным. После войны ему дают название улица Александра Матросова — в честь стрелка-автоматчика, Героя Советского Союза А. М. Матросова (Ш. Ф. Мухамедьянова).
На участке между Набережной и Горной улицами улица Александра Матросова по мосту пересекает реку Поповку.

## Перекрёстки
- Елизаветинская улица / улица Мичурина
- Полевая улица
- Первомайская улица / Общественная улица
- Цветочная улица
- Школьная улица
- Набережная улица
- Горная улица